# Lariscus
A Lariscus az emlősök (Mammalia) osztályának a rágcsálók (Rodentia) rendjébe, ezen belül a mókusfélék (Sciuridae) családjába tartozó nem.

## Rendszerezés
A nembe az alábbi 4 faj tartozik:
- Lariscus hosei Thomas, 1892
- Lariscus insignis F. Cuvier, 1821 - típusfaj
- Lariscus niobe Thomas, 1898
- Lariscus obscurus Miller, 1903